# Alfredo Dinis
Pour les articles homonymes, voir Dinis et Alex.
Alfredo Dinis, connu sous son nom de guerre Alex, était un militant portugais anti-fasciste, membre du Parti communiste portugais. 
À l'époque du régime de l'Estado Novo fondé par  António de Oliveira Salazar, alors que le Parti communiste portugais était entré en clandestinité, "Alex" est ouvrier métallurgiste. Il rejoint la Jeunesse communiste en 1936 ; il est alors âgé de 19 ans. 
En août 1938, il est arrêté par la police politique (Police internationale et de défense de l'État: PIDE). Après avoir passé 19 mois en prison, il devient le responsable de comité local du Parti en Almada, dans la banlieue de Lisbonne. En 1942, il est l'un des principaux meneur de la grande vague de grèves et de manifestations qui paralysent la région de Lisbonne et qui sont brutalement réprimées par la régime dictatorial. En 1943, Alex est présent au 3e Congrès du parti clandestin et est élu au Comité central. En mai 1944, il est de nouveau un des meneurs de la vague de grèves. En 1945, il est élu au Bureau politique du Parti. 
Le 4 juillet 1945, Alfredo Dinis est assassiné près de Sintra par la PIDE (Policia Internacional de Defesa do Estado). Il est alors âgé de 28 ans.